# هوانج تشول-سون
هوانج تشول-سون (مواليد 13 سبتمبر 1957) هو ملاكم كوري جنوبي، مثّل بلاده في الألعاب الأولمبية الصيفية 1976.

## روابط خارجية
هوانج تشول-سون على موقع أوليمبيديا (الإنجليزية)